# ربيع قرطبة (مسلسل)
ربيع قرطبة مسلسل تلفزيوني تاريخي سوري، من تأليف وليد سيف وإخراج حاتم علي، تم اقتباس المسلسل من رواية من تأليف ذات الكاتب بعنوان مواعيد قرطبة أُنتج المسلسل في 2003، وهو الجزء الثاني من ثلاثية الأندلس التي تحكي تاريخ المسلمين في الأندلس بدءاً من نشأة الخلافة الأموية فيها، وانتهاء بسقوط غرناطة. سبقه مسلسل صقر قريش، وتبعه مسلسل ملوك الطوائف. قام ببطولته طاقم فني من سوريا والمغرب، من ضمنهم: تيم حسن، نسرين طافش، جمال سليمان، مي سكاف ومحمد مفتاح.
يحكي المسلسل عن الفترة التاريخية التي ازدهرت فيها قرطبة قبل زمن ملوك الطوائف، وعهد الدولة العامرية التي نشأت في خلافة هشام المؤيد بالله بن الحكم بقوة مؤسسها محمد بن أبي عامر، الحاجب المنصور، ويحكي عن محاولات صبح البشكنجية أم الخليفة الأموي هشام استرداد مُلك ابنها، كما يقدم صورة للأندلس في ذلك الوقت، وقدرة العرب على صد الملوك الأوروبيين القريبين منهم في ممالك قشتالة وليون، وينتهي بموت صبح وتصريح حول نهاية الدولة العامرية وظهور ملوك الطوائف.

## قصة المسلسل
تبدأ قصة المسلسل بوصول محمد بن أبي عامر، مع ابن عمه وصديقيه، إلى مدينة قرطبة بهدف تلقي التعليم في مساجدها الشهيرة. يظهر المسلسل نبوغ محمد وطموحه منذ صغره، حيث يسعى للتقرب من الحاجب المصحفي الذي كان على صلة بوالده، من أجل الحصول على وظيفة في البلاط. يرتبط في الوقت نفسه بمأزق الحكم المستنصر بالله، الخليفة الضعيف الذي لم يُنجب ولداً، وتبدأ الأحداث عندما يمتلك الجارية البشكنشية (صبح) التي تنجب له ابنه هشام.
يبدأ محمد بن أبي عامر كاتبًا للقاضي، ثم يتقرب من القصر ليصبح مؤدبًا لابن الخليفة. مع مرور الوقت، يزداد تأثيره في القصر وتتوطد علاقته بـ صبح، تحت مراقبة هشام. ومع تطور الأحداث، يتبنى محمد خطة لتولي ابنه هشام خلافة المملكة، لكن الفتيان الصقالبة وأبناء عمومته يتآمرون لحرمان هشام من الحكم. في الوقت الذي يحاول فيه محمد إبطال هذه المؤامرة ويثبت الخلافة لابنه، إلا أنه يسعى في الوقت نفسه لإضعافه ليظل هو صاحب السلطة الفعلية.
مع مرور الزمن، يصبح محمد بن أبي عامر "المنصور" ويزداد طغيانه. يُجبر هشام على تفويضه بالخلافة، وفي خطوة قاسية، يقتل ابنه عبد الله بسبب تحالفه مع أعدائه. تتصاعد مشاعر الطغيان لدى المنصور، ويواصل استبداده، ما يؤدي إلى انهيار الدولة العامرية. ينتهي المسلسل بموت صبح، الجارية التي كانت مؤثرة في حياة المنصور. يقوم هشام بدعوة المنصور ليشهد لحظة وفاتها، ليكشف في النهاية أن المنصور قد مات في المعركة كما كان يرجو، وأن أبناءه أساءوا تدبير الحكم، ما أدى إلى سقوط الدولة العامرية وظهور ملوك الطوائف.
من خلال شخصية المنصور، يسلط المسلسل الضوء على قيمة إنسانية هامة، وهي أنه مهما كان الفرد من عامة الناس، فإن وصوله إلى السلطة قد يحوله إلى طاغية ينسى أهدافه الأصلية لخدمة الشعب. كما يعبر العمل عن الطموح والإرادة الحقيقية التي يحتاجها الشباب لتحقيق أهدافهم في الحياة.

## الممثلون
ترتيب الممثلين وتمييزهم تبع لشارة المسلسل:
البطولة:
- تيم حسن بدور محمد بن أبي عامر ( الملك المنصور )
- محمد مفتاح بدور إبراهيم الحداد
- مي سكاف بدور عائشة بنت ابي القاسم
- نسرين طافش بدور صبح البشكنجية
- جمال سليمان بدور الحكم المستنصر[4]

الممثلون الآخرون:
| الممثل           | الشخصية                      |
| ---------------- | ---------------------------- |
| جلال شموط        | علي                          |
| باسل خياط        | زياد                         |
| كفاح الخوص       | عمرو بن عسقلاجة              |
| رامز عطا الله    | أردونيو الرابع               |
| محمد خير الجراح  | الحسن بن قنون                |
| ناصر وردياني     | أبو يحيى التجيبي             |
| مصطفى الخاني     | عبد الله بن محمد بن أبي عامر |
| مكسيم خليل       | هشام المؤيد بالله            |
| سوزان سكاف       | درر                          |
| حسام الشاه       | جؤذر                         |
| محمود خليلي      | جوهر الصقلبي                 |
| بسام داوود       | فائق                         |
| سمية قندوسي      | لبنى                         |
| فايز أبو دان     | غارسيا سانشيز الأول          |
| غسان عزب         | سكر                          |
| حنان الإبراهيمي  | أمينة                        |
| جيني إسبر        | الراهبة ألبيرا               |
| جمال شقير        | محمد بن جعفر المصحفي         |
| عبد الرحمن قويدر | شارل                         |
| حسن عويتي        | جعفر المصحفي                 |
| رنا جمول         | بدور                         |
| ماهر صليبي       | سانشو الأول                  |
| عبد اللطيف هلال  | الوزير ابن حدير              |
| بسام لطفي        | حسداي بن شبروط               |
| محمد عاطفي       | القاضي ابن سليم              |
| عبد الرحيم بركاش | ابن القوطية                  |
| محمد التسولي     | عيسى بن فطيس                 |
| محمد الجندي      | محمد بن جهور                 |
| رضوان عقيلي      | فرناندو غونثالث              |
| باسم ياخور       | جعفر بن علي بن حمدون         |
| رشيد الوالي      | هشام المصحفي                 |
| فاطمة خير        | أسماء بنت غالب الناصري       |
| ثريا جبران       | طوطة                         |
| محمد مجد         | شيخ بني يفرن                 |

ضيوف الشرف:
- خالد تاجا بدورعبد الرحمن الناصر
- نجاح سفكوني بدور غالب الناصري[4]

## جوائز
في يونيو 2005 فاز بالجائزة الذهبية كأفضل مسلسل في مجال الدراما التاريخية، وجائزة أفضل سيناريو.

## روابط خارجية
- مسلسل ربيع قرطبة على موقع IMDb (الإنجليزية)
- مسلسل ربيع قرطبة على موقع قاعدة بيانات الأفلام العربية
- مسلسل ربيع قرطبة على موقع قاعدة بيانات الفيلم (الإنجليزية)